# 越田覚造
越田 覚造（こしだ かくぞう、1907年〈明治40年〉1月4日 - 没年不明）は、日本の実業家。日本端子元社長。ラジオ関東（現・アール・エフ・ラジオ日本）元社長。富士観光元社長。農林大臣を務めた河野一郎や参議院議長を務めた河野謙三は義兄にあたる。

## 経歴
富山県出身。越田覚二の長男として生まれる。1930年（昭和5年）東京商科大学を卒業後、昭和肥料に入社。1945年（昭和20年）日本肥料四日市工場総務部長となり、1948年（昭和23年）東海硫安工業取締役四日市工場長に就任。
1951年（昭和26年）本社営業部長に転じ、1958年（昭和33年）7月監査員を兼任し、1962年（昭和37年）10月日本端子社長、1963年（昭和38年）6月ラジオ関東副社長に選任される。
なお1955年（昭和30年）欧米・カナダ・南米を視察し、1963年（昭和38年）8月欧米肥料事情調査のため欧州・南北米・カナダに1964年（昭和39年）欧米に出張した。
1972年（昭和47年）1月、笹川平和財団名誉会長の笹川陽平（当時は笹川商事社長）とともに会社更生法を受けた富士観光（現・富士レックス）の管財人を務めた。のち笹川は会長、越田は社長に就任した。

## 人物
趣味は読書・囲碁。宗教は浄土真宗。

## 家族
子供は三女あり、長女は滝沢氏、次女は成毛氏に嫁いだ。また三女・万里子は渋谷健一（十條製紙元社長）の次男・哲男に嫁いだ。
- 妻・美喜子（1916年（大正5年）10月生） 神奈川県、河野治平の五女[6]。共立女子大学卒業[1]。